# Хемертен
Хемертен (нем. Hämerten) — община в Германии, в земле Саксония-Анхальт. 
Входит в состав района Штендаль. Подчиняется управлению Тангермюнде.  Население составляет 211 человек (на 31 декабря 2006 года). Занимает площадь 6,74 км².